# Municipio de Antelope (Dakota del Norte)
El municipio de Antelope (en inglés: Antelope Township) es un municipio ubicado en el condado de Richland en el estado estadounidense de Dakota del Norte. En el año 2010 tenía una población de 110 habitantes y una densidad poblacional de 1,18 personas por km².

## Geografía
El municipio de Antelope se encuentra ubicado en las coordenadas 46°19′33″N 96°58′1″O / 46.32583, -96.96694. Según la Oficina del Censo de los Estados Unidos, el municipio tiene una superficie total de 93.29 km², de la cual 93,29 km² corresponden a tierra firme y (0 %) 0 km² es agua.

## Demografía
Según el censo de 2010, había 110 personas residiendo en el municipio de Antelope. La densidad de población era de 1,18 hab./km². De los 110 habitantes, el municipio de Antelope estaba compuesto por el 100 % blancos. Del total de la población el 0 % eran hispanos o latinos de cualquier raza.